# Guéhenno
Cet article concerne la commune du Morbihan. Pour les personnes du même nom, voir Jean Guéhenno et Jean-Marie Guéhenno.
Guéhenno [ge.ʔe.no] est une commune française située dans le département du Morbihan, en région Bretagne.
Ses habitants se nomment les Guéhennotais et Guéhennotaises.
En 1990, la commune a obtenu le label « Communes du Patrimoine Rural de Bretagne » pour la richesse de son patrimoine architectural et paysager, puis en 1994 elle a obtenu le label « Communes du Patrimoine Rural de Bretagne » pour la richesse de son patrimoine architectural et paysager.[réf. nécessaire].

## Géographie
| Buléon              |          | Guégon  |
| Bignan              | Guéhenno |         |
| Saint-Jean-Brévelay | Billio   | Cruguel |

### Hydrographie
Pour un article plus général, voir Réseau hydrographique du Morbihan.
La commune est située dans le bassin Loire-Bretagne. Elle est drainée par le Sédon, le Lay et divers autres petits cours d'eau,.
Le Sédon, d'une longueur de 17 km, prend sa source dans la commune de Plumelec et se jette  dans le canal de Nantes à Brest à Saint-Servant, après avoir traversé six communes. 

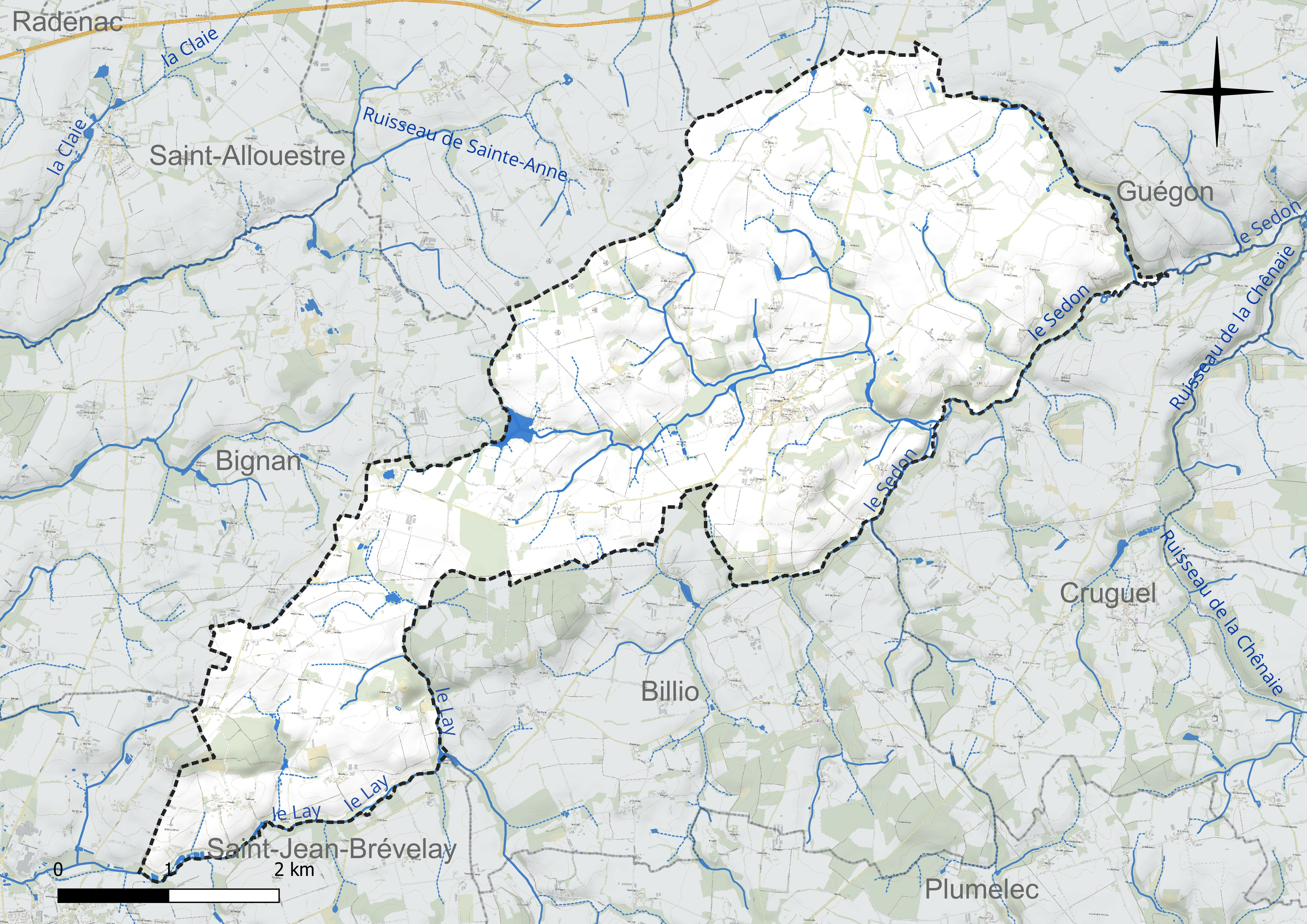
Réseau hydrographique de Guéhenno.

### Climat
Pour des articles plus généraux, voir Climat de la Bretagne et Climat du Morbihan.
En 2010, le climat de la commune est de type climat océanique franc, selon une étude du CNRS s'appuyant sur une série de données couvrant la période 1971-2000. En 2020, Météo-France publie une typologie des climats de la France métropolitaine dans laquelle la commune est exposée à un climat océanique et est dans la région climatique  Bretagne orientale et méridionale, Pays nantais, Vendée, caractérisée par une faible pluviométrie en été et une bonne insolation. Parallèlement l'observatoire de l'environnement en Bretagne publie en 2020 un zonage climatique de la région Bretagne, s'appuyant sur des données de Météo-France de 2009. La commune est, selon ce zonage, dans la zone « Intérieur Est », avec des hivers frais, des étés chauds et des pluies modérées.  
Pour la période 1971-2000, la température annuelle moyenne est de 11,3 °C, avec une amplitude thermique annuelle de 12,3 °C. Le cumul annuel moyen de précipitations est de 890 mm, avec 13,4 jours de précipitations en janvier et 6,5 jours en juillet. Pour la période 1991-2020, la température moyenne annuelle observée sur la station météorologique la plus proche, située sur la commune de Bignan à 10 km à vol d'oiseau, est de 11,8 °C et le cumul annuel moyen de précipitations est de 995,0 mm,. Pour l'avenir, les paramètres climatiques de la commune estimés pour 2050 selon différents scénarios d'émission de gaz à effet de serre sont consultables sur un site dédié publié par Météo-France en novembre 2022.

## Urbanisme

### Typologie
Au 1er janvier 2024, Guéhenno est catégorisée commune rurale à habitat très dispersé, selon la nouvelle grille communale de densité à sept niveaux définie par l'Insee en 2022.
Elle est située hors unité urbaine et hors attraction des villes,.

### Occupation des sols
L'occupation des sols de la commune, telle qu'elle ressort de la base de données européenne d’occupation biophysique des sols Corine Land Cover (CLC), est marquée par l'importance des territoires agricoles (83,6 % en 2018), une proportion identique à celle de 1990 (83,6 %). La répartition détaillée en 2018 est la suivante : 
terres arables (55,4 %), prairies (17,8 %), forêts (14,9 %), zones agricoles hétérogènes (10,4 %), zones urbanisées (1,5 %). L'évolution de l’occupation des sols de la commune et de ses infrastructures peut être observée sur les différentes représentations cartographiques du territoire : la carte de Cassini (XVIIIe siècle), la carte d'état-major (1820-1866) et les cartes ou photos aériennes de l'IGN pour la période actuelle (1950 à aujourd'hui).

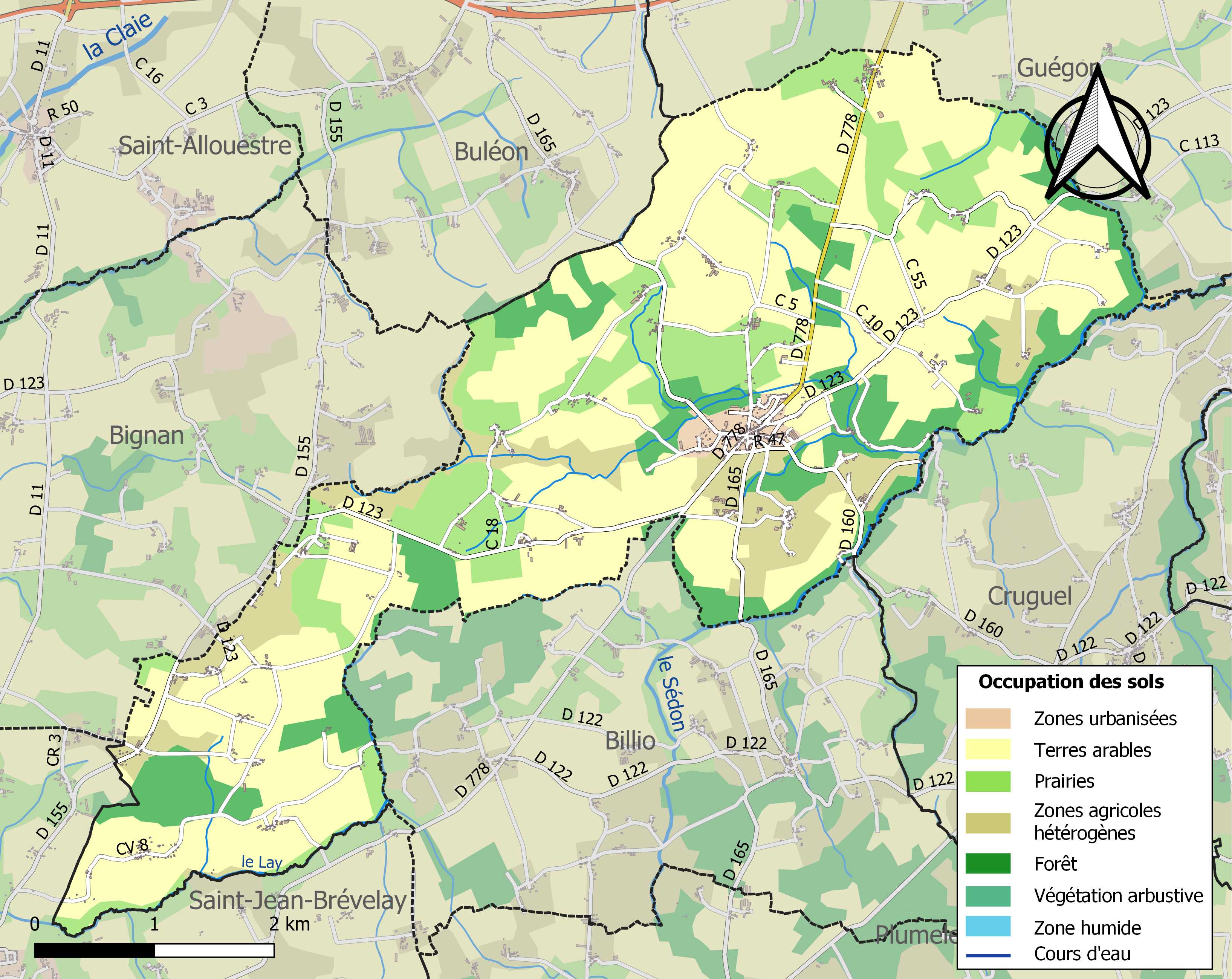
Carte des infrastructures et de l'occupation des sols de la commune en 2018 (CLC).

## Toponymie

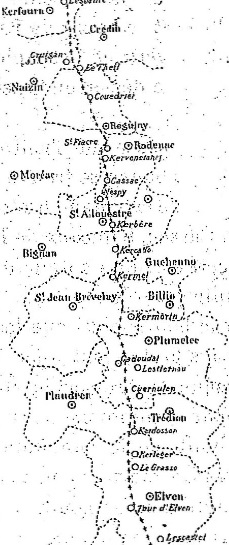
Carte de la limite linguistique entre les langues bretonne et gallèse en 1886 (par Paul Sébillot).

Attestée sous les formes en Guezhennou en 1558, Mouster Gwezennoù en 1260, Monsfer Guehenou en 1387, Moustoir Guéhennou en 1429, Guéhenno en 1501.  
Le nom de la commune se prononce [djeuvno] en gallo. Le nom breton de la commune est Gwezhennoù.
Mouster Gwezennoù (« le monastère de saint Guethenoaus ») (cf. Saint Guéthénoc) nous rappelle l'existence d'un monastère implanté sur un lieu appelé Gwezhennoù.
Il s'agit d'un anthroponyme très courant en breton avec le final -où typique du Morbihan, c'est une variante de Guéhennec, Guéhenneuc, ancien nom de personne breton formé sur la racine guethen ou Gwezhenn, = combat, guerre, suivie d'un suffixe diminutif.
Guéhenno vient du nom de son fondateur Guéhennoc.

## Histoire

### Antiquité
Deux trésors monétaires ont été trouvés à Guéhenno, l'un en 1885 (il contenait de 4 000 à 5 000 pièces, des oboles de Tétricus père et fils, qui sont entreposées au musée d'histoire et d'archéologie de Vannes ; l'autre en 1910, composé de plusieurs centaines de pièces de monnaie datant aussi de Tétricus père et fils. Un atelier monétaire existait probablement à Guéhenno car les pièces semblent avoir été frappées localement.

### Révolution française
La première action d'éclat de Pierre Guillemot, chef chouan surnommé « le roi de Bignan », date du 8 octobre 1793 un détachement de 80 soldats républicains escortait l'abbé Leclerc, vicaire à Saint-Jean-Brévelay, prêtre réfractaire, qu'ils conduisaient devant le tribunal. À la hauteur du Bois de Collédo (en Guéhenno) 30 hommes que Pierre Guillemot commandait, tendirent une embuscade et délivrèrent le prêtre.
Le calvaire de Guéhenno, qui était l'un des plus beaux calvaires bretons, aurait été saccagé pendant la Révolution française.
La bataille du Mont-Guéhenno se déroula lors de la Chouannerie.

### LeXIXesiècle
En 1873 1 099 habitants des communes de Guidel, Plumelec, Saint-Servan, Cruguel, Plumelin, Locminé, Guéhenno, Moréac, Carentoir et Guénin demandent, dans une pétition déposée à l'Assemblée nationale « le rétablissement, dans le plus bref délai, de la royauté en la personne de Henri V, héritier légitime de la couronne de France ».

### LeXXesiècle

#### L'Entre-deux-guerres
En 1927 à Guéhenno, l'école chrétienne de garçons avait 74 élèves, celle des filles 70 élèves alors que l'école laïque de garçons avait 9 élèves et celle des filles 2 élèves.

#### L'après Seconde Guerre mondiale
Le Festival Elixir est organisé en 1983 à Guéhenno et à nouveau, mais sous l'appellation "Rockscène", en 1985.

## Politique et administration
| Période                         | Période                   | Identité                    | Étiquette | Qualité                      |
| ------------------------------- | ------------------------- | --------------------------- | --------- | ---------------------------- |
| 1793                            | 1799                      | Joseph Nouvel               |           |                              |
| 1799                            | 1799                      | Jean Kerdal                 |           |                              |
| 1799                            | 1805                      | Louis Fleury                |           |                              |
| 1805                            | 1816                      | Jean Kerdal                 |           |                              |
| 1816                            | 1824                      | Julien Marie De la Goublaye |           |                              |
| 1824                            | 1830                      | Julien Farault              |           |                              |
| 1830                            | 1833                      | Mathurin Ahée               |           |                              |
| 1833                            | 1835                      | Pierre Julien Grignon       |           |                              |
| 1835                            | 1847                      | Vincent Le Douarain         |           |                              |
| 1847                            | 1856                      | Mathurin Dréan              |           |                              |
| 1856                            | 1864                      | Pierre Marie Dréan          |           |                              |
| 1864                            | 1881                      | Julien Guillo               |           |                              |
| 1881                            | 1888                      | Louis François Le Breton    |           |                              |
| 1888                            | 1986                      | Louis François Le Breton    |           |                              |
| 1896                            | 1900                      | Louis François Le Breton    |           |                              |
| 1900                            | 1900                      | Martin Marthurin            |           |                              |
| 1900                            | 1908                      | Gérard Le Breton            |           |                              |
| 1908                            | 1912                      | Gérard Le Breton            |           |                              |
| 1912                            | 1921                      | Mathurin Nicoly             |           |                              |
| 1921                            | 1925                      | Théodore Guillo             |           |                              |
| 1925                            | 1929                      | Emmanuel Guillo (père)      |           |                              |
| 1929                            | 1935                      | Emmanuel Guillo (père)      |           |                              |
| 1935                            | 1944                      | Emmanuel Guillo (père)      |           |                              |
| 1944                            | 1945                      | Emmanuel Guillo (père)      |           |                              |
| 1945                            | 1947                      | Auguste Dréano              |           |                              |
| 1947                            | 1953                      | Charles Le Cam              |           |                              |
| 1953                            | 1959                      | Charles Le Cam              |           |                              |
| 1959                            | 1965                      | Charles Le Cam              |           |                              |
| 1965                            | 1995                      | Emmanuel Guillo (fils)      |           |                              |
| 1995                            | 2001                      | Jean-Claude Le Brun         |           |                              |
| 2001                            | 2006                      | Jean-Claude Le Brun (Dcd)   |           |                              |
| 2006                            | 2008                      | Brigitte Bernard            |           |                              |
| 2008                            | 2014                      | Didier Lesage               |           |                              |
| 2014                            | novembre 2016 (démission) | Jean-Claude Diabat          |           |                              |
| 16 novembre 2016 Réélue en 2020 | En cours                  | Nolwenn Bauché-Gavaud       |           | Adjointe de son prédécesseur |

## Démographie
L'évolution du nombre d'habitants est connue à travers les recensements de la population effectués dans la commune depuis 1793. Pour les communes de moins de 10 000 habitants, une enquête de recensement portant sur toute la population est réalisée tous les cinq ans, les populations de référence des années intermédiaires étant quant à elles estimées par interpolation ou extrapolation. Pour la commune, le premier recensement exhaustif entrant dans le cadre du nouveau dispositif a été réalisé en 2008.

En 2022, la commune comptait 804 habitants, en évolution de +1,26 % par rapport à 2016 (Morbihan : +3,82 %, France hors Mayotte : +2,11 %).
| 1793  | 1800  | 1806  | 1821  | 1831  | 1836  | 1841  | 1846  | 1851  |
| ----- | ----- | ----- | ----- | ----- | ----- | ----- | ----- | ----- |
| 1 117 | 1 104 | 1 140 | 1 157 | 1 242 | 1 136 | 1 130 | 1 108 | 1 198 |

| 1856  | 1861  | 1866  | 1872  | 1876  | 1881  | 1886  | 1891  | 1896  |
| ----- | ----- | ----- | ----- | ----- | ----- | ----- | ----- | ----- |
| 1 206 | 1 248 | 1 264 | 1 246 | 1 278 | 1 262 | 1 275 | 1 334 | 1 314 |

| 1901  | 1906  | 1911  | 1921  | 1926  | 1931  | 1936  | 1946  | 1954  |
| ----- | ----- | ----- | ----- | ----- | ----- | ----- | ----- | ----- |
| 1 303 | 1 235 | 1 235 | 1 165 | 1 181 | 1 152 | 1 161 | 1 092 | 1 037 |

| 1962 | 1968 | 1975 | 1982 | 1990 | 1999 | 2006 | 2008 | 2013 |
| ---- | ---- | ---- | ---- | ---- | ---- | ---- | ---- | ---- |
| 975  | 900  | 849  | 844  | 835  | 730  | 786  | 801  | 797  |

| 2018 | 2022 | - | - | - | - | - | - | - |
| ---- | ---- | - | - | - | - | - | - | - |
| 797  | 804  | - | - | - | - | - | - | - |

## Lieux et monuments
- L'église Saint-Pierre-et-Saint-Jean-Baptiste de Guéhenno.
- Chapelle Saint-Michel, sur le Mont, dite chapelle Saint-Michel de Mont Guéhenno, construction des XVe siècle et XVIe siècle, elle est restaurée en 1890, 1972, et a fait l'étude pour le département d'un inventaire du statuaire en pierre polychrome en 2001.
- Chapelle Saint-Marc de Mont-Guéhenno, construction du XVIe siècle, jumelle de la précédente, malheureusement détruite. C'était une petite chapelle de forme rectangulaire, déjà ruinée en 1930. On y voyait un beau bénitier, en extérieur surmonté d'une accolade.
- Chapelle Notre-Dame-ès-Brières, ancienne chapelle du XVIe siècle, mentionnée en 1930, dont les fenêtres étaient en tiers-point, trilobes et quatrefeuilles, elle avait conservé quelques vitraux anciens.
- Calvaire du cimetière de 1550, démonté à la Révolution en 1793-1794, restauré en 1853, grâce à l'abbé Jacquot.
- L'ossuaire du cimetière de Guéhenno est classé aux Monuments historiques depuis 1927.
- La croix du Mont.
- La croix de la Ville Martel.
- Le manoir de Le May.
- Dans le cadre des travaux d'aménagement du bourg menés en 2005, la commune met en place un circuit d'interprétation appelé « Le granite se raconte »[31].